# Wat Banan
Wat Banan  è un sito archeologico, che si trova a circa 27 km a sud di Battambang, in Cambogia. Il sito è costituito da un tempio costruito in cima ad una collina, raggiungibile tramite una scalinata di ben 358 scalini, affiancata da balaustre decorate con serpenti nāga. I gradini sono direttamente scavati nella pietra e conducono a cinque prasat che risalgono all'XI secolo e che si trovano in buono stato di conservazione, nonostante tutti i saccheggi subiti in passato.
Dal tempio, tramite un'ulteriore stretta scalinata, si possono visitare tre grotte.
Quando il francese Henri Mouhot visitò la località nel 1858, trovò numerose sculture di Budda e di altre divinità. Egli descrisse anche una gigantesca statua che troneggiava all'ingresso a mo' di sentinella, con il suo bastone di ferro. Come altrove, dei giganti montavano la guardia con i loro bastoni magici.

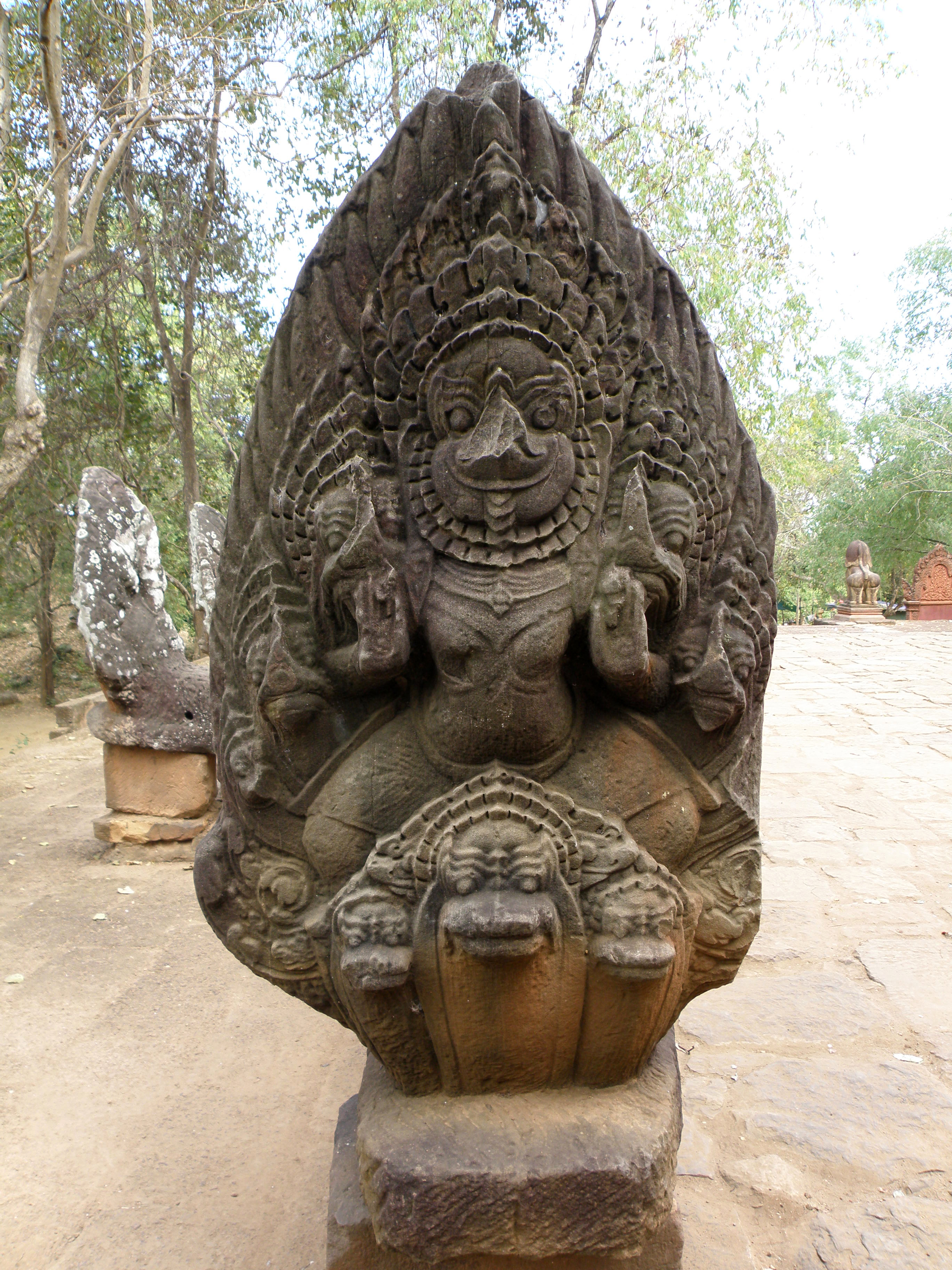
Vat Banon - Garuḍa che cavalca un Nāga.